# 智能电池壳
智能电池壳（英文名：Smart Battery Case）是由苹果公司设计与销售的适用于iPhone的系列配件，可用于为特定iPhone机型延长电池使用时间，并为iPhone提供保护。

## 外观与功能
智能电池壳系列配件的外壳是硅胶材质，内衬为超细纤维。由于背侧内置电池，形状类似一个驼峰状的硅胶壳。不同型号有不同配色，但一般包含黑、白两色。
与移动电源类似，它能充入iPhone电量；不同点在于，在iPhone电量已满的情况下，iPhone能不通过内置电池直接使用智能电池壳内的电量，因此，相较于同样电池容量的移动电源而言，智能电池壳可以提供更长的电池使用时间。
智能电池壳拥有一个Lightning接口，可以与现有Lightning接口设备兼容。此外，用户可以直接在iPhone 的锁定屏幕和通知中心查看智能电池壳电量。2019年之后版本智能电池壳也提供了无线充电功能。

## 历史型号
- 2015年12月，适用于iPhone 6/6s的智能电池壳发布。[2]
- 2016年9月，适用于iPhone 7的智能电池壳发布。[1]
- 2019年1月，适用于iPhone XR/XS/XS Max的智能电池壳发布。[4][3][5]
- 2019年11月，适用于iPhone 11/11Pro/11 Pro Max的智能电池壳发布。[6][7][8]

目前，苹果公司暂停了智能电池壳的产品迭代，转而用MagSafe外接电池来取代这一系列。